# Hannah Smith
Pour les articles homonymes, voir Smith.
Pas d'image ? Cliquez ici

a Compétitions nationales et continentales officielles uniquement.

b Matchs officiels uniquement.
Hannah Smith, née le 30 octobre 1992 à Falkirk (Écosse), est une joueuse internationale écossaise de rugby à XV et internationale britannique et écossaise de rugby à sept évoluant au poste de centre.

## Biographie
Hannah Smith naît le 30 octobre 1992 à Falkirk en Écosse.
En 2022, elle évolue en club au Watsonian FC (en). Elle compte 34 sélections en équipe d'Écosse quand elle est retenue en septembre 2022 pour disputer la Coupe du monde en Nouvelle-Zélande sous les couleurs de son pays.